# SKSカービン
SKS（ロシア語: СКС）は、ソビエト連邦で開発された半自動小銃である。第二次世界大戦後の1949年に制式採用されたものの、同時期に開発・採用されたAK-47への更新のため、ソ連軍における運用は比較的短期間に留まった。SKSとは、「シモノフ自動装填カービン」（ロシア語: Самозарядный карабин Симонова, ラテン文字転写: Samozaryadny Karabin Simonova）の略。

## 概要
SKSは、独ソ戦最中の1943年に採用された7.62x39mm弾（M43弾）を使用する最初の制式小銃である。ウラジーミル・フョードロフの薫陶を受けた銃器設計者のひとりであり、AVS-36やPTRS1941などの設計で実績があったセルゲイ・シモノフが設計を担当した。当初は7.62x54mmR弾仕様のカービン銃として設計が始まったものの、後にM43弾仕様へと変更された。
SKSが開発された時期には、独ソ戦で使用されたMP43がソ連のデザイナー達にも大きな影響を与えており、ミハイル・カラシニコフの設計したAK-47アサルトライフルはMP43の影響を強く受けたデザインだったが、SKSは独立したグリップや着脱式弾倉は備えず、ガスピストンが銃身上部に配置される他は従来型の小銃と同様の形状となっている。
閉鎖機構はシモノフが設計し実績のあったPTRS1941と同様のティルティング・ボルト式を採用している。
また、AVS-36やSVT-40が採用したものの、マガジン・リップ部の変形による給弾不良を起こしやすかった着脱式弾倉は採用せず、固定弾倉へのストリッパー・クリップ装弾を採用しているので、これによりSKSの堅牢さと信頼性は高まっている。

## 開発
欧州軍の伝統から発展した独自の縦深戦略理論を有したソビエト連邦軍では、第二次世界大戦前から自動小銃の研究が盛んであり、ロシア帝国軍時代に最初期のセミ/フルオート両用の自動小銃であるフェドロフM1916を既に採用していた実績があり、独ソ戦以前からSVT-40などが既に採用されていた。1940年にSVT-40が採用された後、ソ連では引き続きSVT-40のカービン・モデルの設計が試みられた。
1940年から1941年までの間に、次期カービンの主要な候補となる4つの自動小銃が設計された。すなわち、トカレフのTKB-65設計案、第74工場の設計案、EPB第314工場の設計案、そしてシモノフのSVS-53設計案である。シモノフ率いる第180設計局が手掛けたSVS-53は、SVT-40に基づかないものだった。1940年10月、SVS-53を用いた前線における試験運用が行われた。動作不良や部品の破損といった改善すべき問題点も指摘されたが、4つの設計案のうち最も有望とされ、これを原型とした新型カービンの設計が推奨された。1941年4月、シモノフは2種類の試作銃、SKS-30-P-41gとSKS-31-P-41gを設計した。SKS-30とSKS-31の構造はほぼ共通だが、前者は下方からエンブロック・クリップで装填を行う10連発固定式弾倉を、後者は上方からストリッパー・クリップで装填を行う5連発固定式弾倉を備えていた。5月に行われた試験運用では1分あたりの射撃回数が比較され、共にモシン・ナガンを大きく上回っていたが、弾倉を開いてクリップの交換を行わなければならないSKS-30は、一般的なストリッパー・クリップや着脱式弾倉を用いる他の小銃よりも装填に手間がかかるとされた。また、SKS-30はSKS-31よりも動作不良が多かったほか、下部に突き出した弾倉が銃剣格闘時の妨げになると指摘された。5月29日、砲兵総局は5連発のSKS-31を試験用に50丁調達することを認めた。
1941年6月にはバルバロッサ作戦のもとナチス・ドイツのソ連侵攻が始まっており、これに伴う工場の放棄なども相まって、シモノフによるカービンの設計は大幅に遅れることとなった。50丁のSKS-31の製造が完了したのは1944年5月のことだった。これを用いたベラルーシ方面軍やヴィーストレル士官教育課程による試験運用では、装填が容易、軽く取り回しに優れるなどと評価された一方、砂塵に弱く、弾づまりや排莢不良が多いなどの欠点も指摘された。欠点の指摘を受けて歩兵への配備には適さないとされ、二線級装備としての評価を行うため砲兵隊での試験運用も行われたが、やはり現状での配備には適さないとされた。
その後、シモノフはSKS-31に改良を加え、新弾薬であるM43弾仕様銃の設計案として提出する。終戦後も改良が続けられ、1949年には1945年式シモノフ自動装填カービン、すなわちSKS-45として制式採用された。
ソ連国内での製造は、1949年から1956年までトゥーラ造兵廠で、また1953年から1954年まではイジェフスク工場でも行われた。

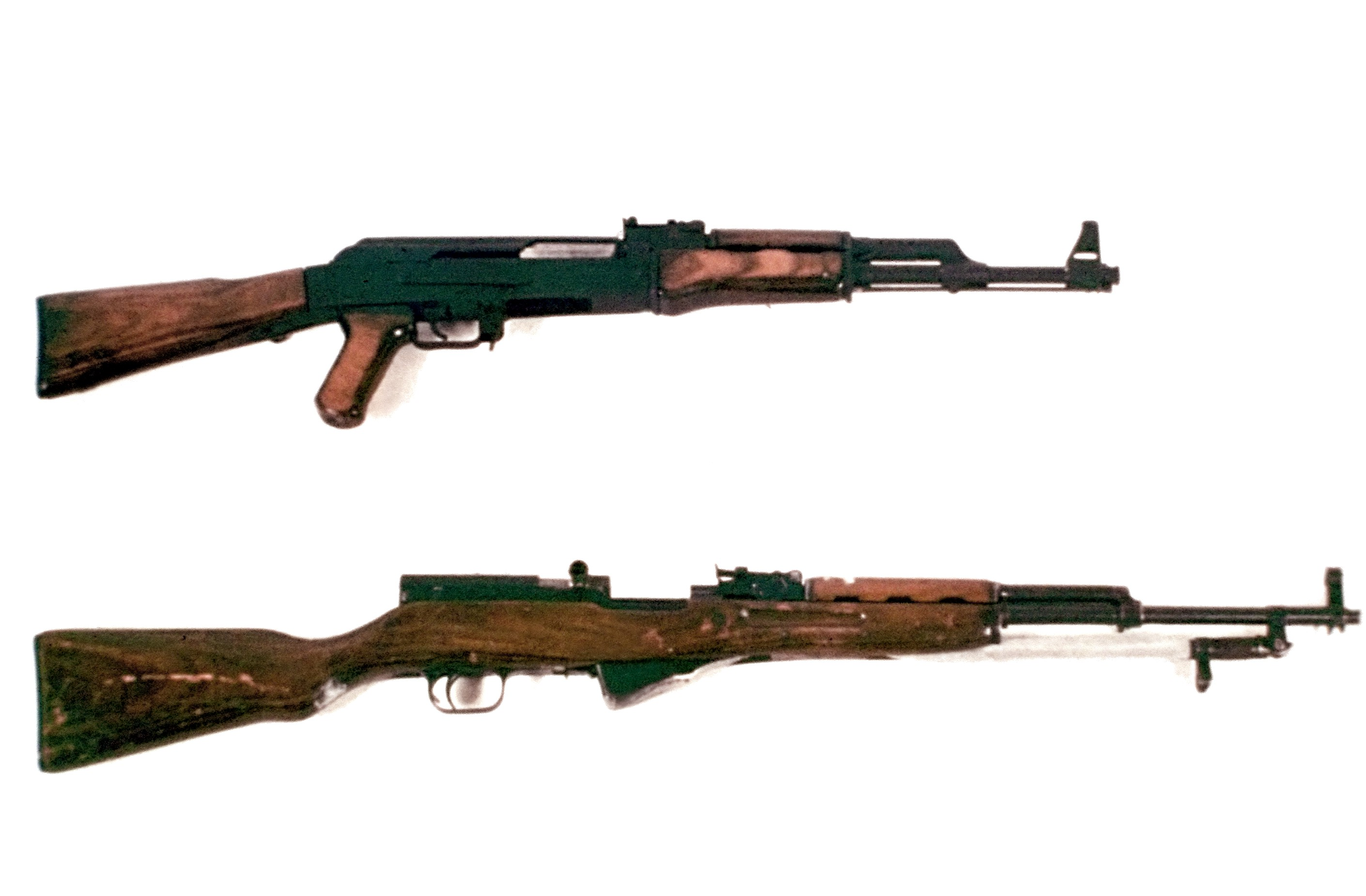
AK-47（上）とSKS（下）銃身上部に配置されるガスピストンの形状など、一部共通点がある。
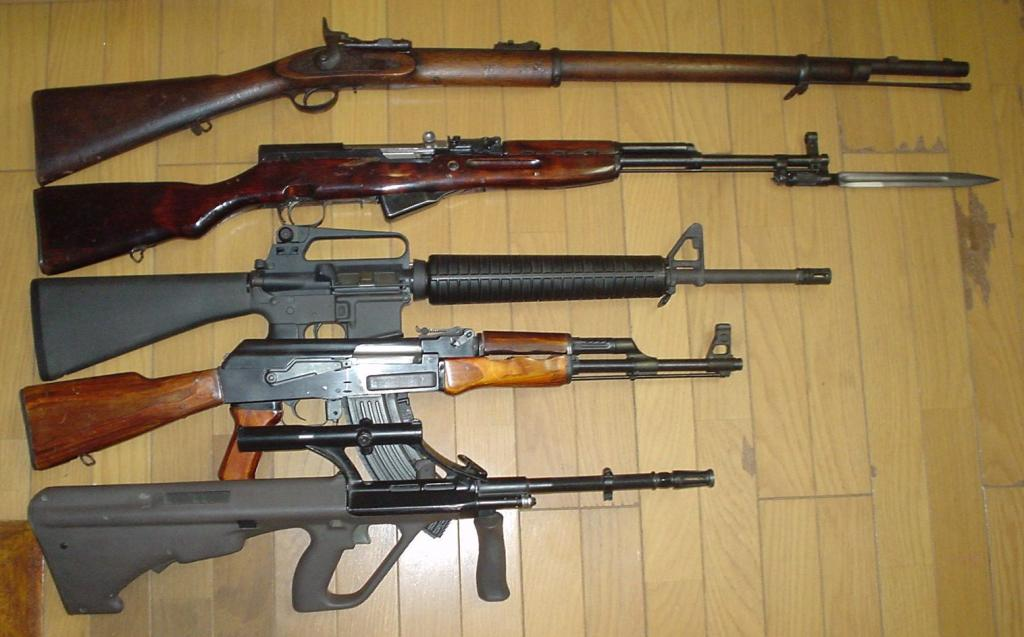
各型軍用小銃とSKS

## 特徴
全体のレイアウトは、シモノフが一連の試作自動カービンの後から設計し、先に完成させたPTRS1941と類似している。機関部の構造や作動原理、ハンドルやレバーといった操作系の配置も似通っている。
マガジンは固定式で、弾薬は専用のクリップで纏められたものを押し込む方式であり、M1ガーランドの8連エンブロック・クリップよりもSKSの10連ストリッパー・クリップは弾を嵌めるのが容易である。ボルトキャリアーの先端には溝が加工されており、後退位置で固定させた状態でクリップをはめ込むことができる。装填終了後にボルト・キャリアを少し引くと、ボルトストップが解除される仕組みである。クリップが無くても、ボルトキャリアーを後退させておけば弾薬を指で1発ずつ押し込む事もできる。また、米国などではサードパーティ製の多弾数の着脱式マガジンなども市販されており、固定マガジンの底部を取り外すだけで換装でき、固定マガジン底部のリリース・レバーがマガジン・キャッチとなる。
上下左右の照準規制は、照星（フロントサイト）を調節することで行える。照尺（リアサイトリーフ）には100メートルから1000メートルまでの射距離が刻まれているが、遊標を最後端に下げると300メートルの戦闘照準（バトルサイト）位置となる。バレル下部には折り畳み式の銃剣を備えており、スパイク型と片刃ナイフ型の二形態がある。照星座の後方下部を支点にして折り畳まれた際には、先端が銃口と反対側へ向き、ナイフ型の刃が銃身側になる状態でハンドガードの溝に収納される。
近年では白兵戦用の銃剣術の重要度は低下しているが、SKSを長く使用して来た中国では、依然として日本式の銃剣術が重要な兵技のひとつとして教育されている。
また、ホーム・プロテクションやサバイバル用途でSKSを購入する米国人にとって、銃剣の威圧感と槍としての戦闘力は大きな魅力と映っており、これがSKS人気を高めた要因のひとつでもあった。
安全装置はトリガーをロックするだけの単純なものだが、レバーが小さいため操作の際はAK同様に必ずストックから右手を離す必要があり、これは暴発事故を防ぐための、ソ連型火器に共通する配慮である。
7.62x39mm弾はアサルトライフルの弾薬として世界中で使われており、フルサイズの7.62x51mm弾や7.62x54mmR弾に比べると反動も弱く撃ち易い。

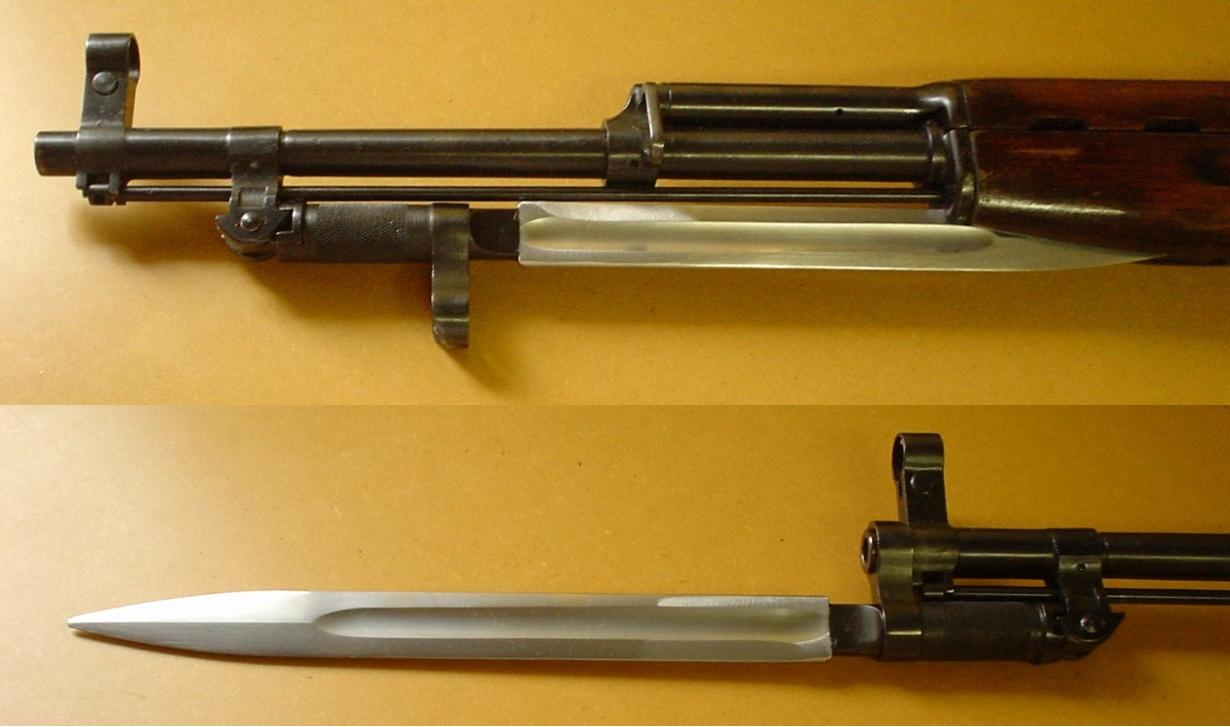
ナイフ形銃剣
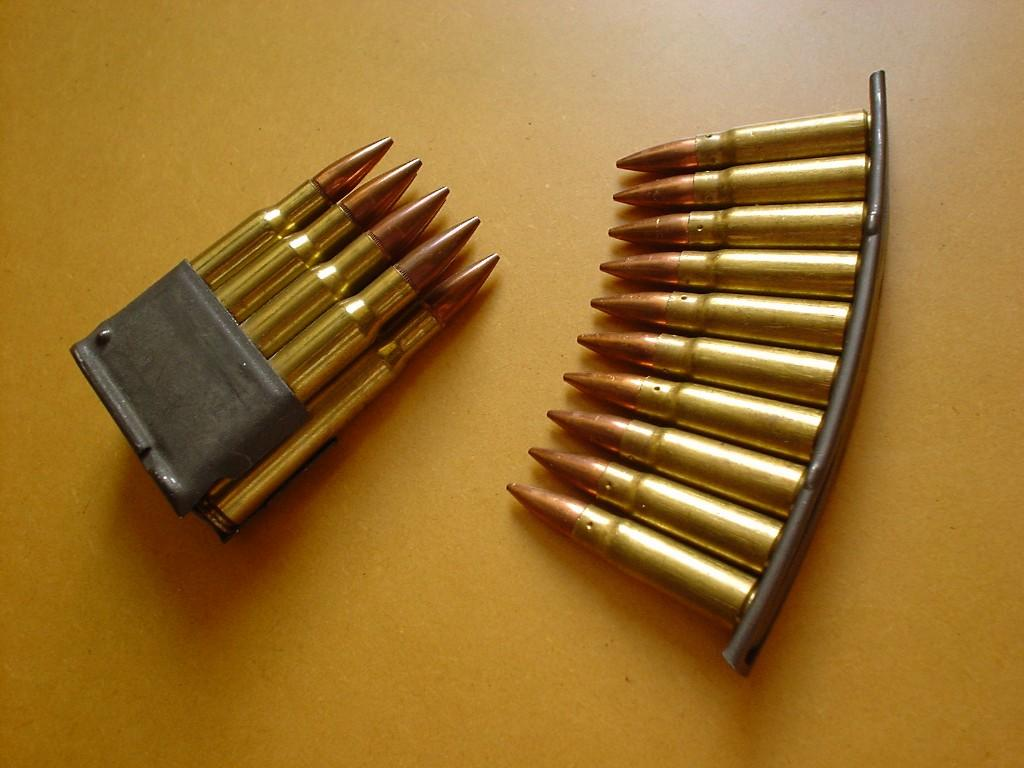
M1ガーランドの8連エンブロック・クリップ（左）とSKSの10連ストリッパー・クリップの比較
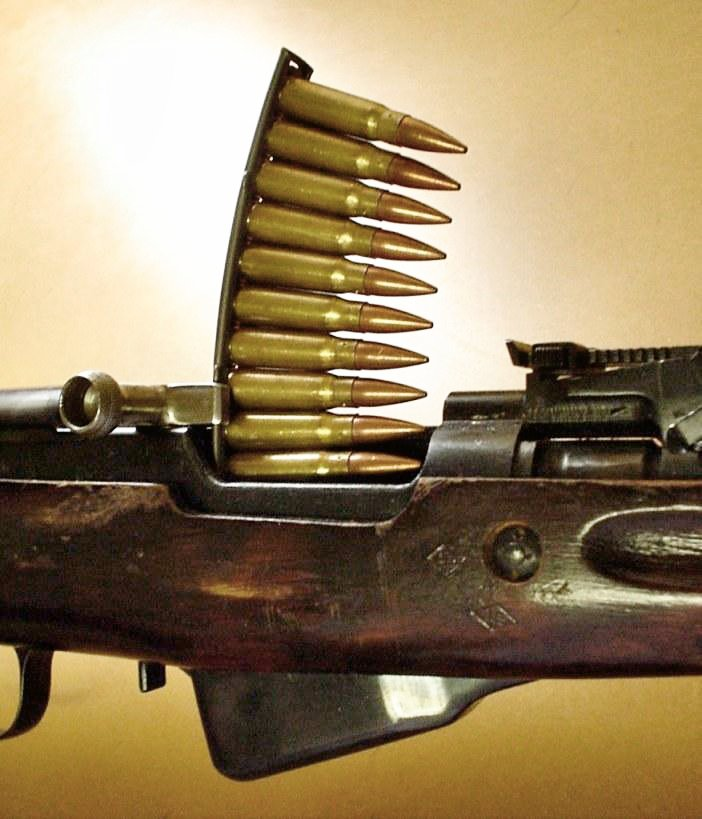
装填位置に置かれた10連ストリッパー・クリップ。クリップが無くても1発ずつ押し込んで装填できる
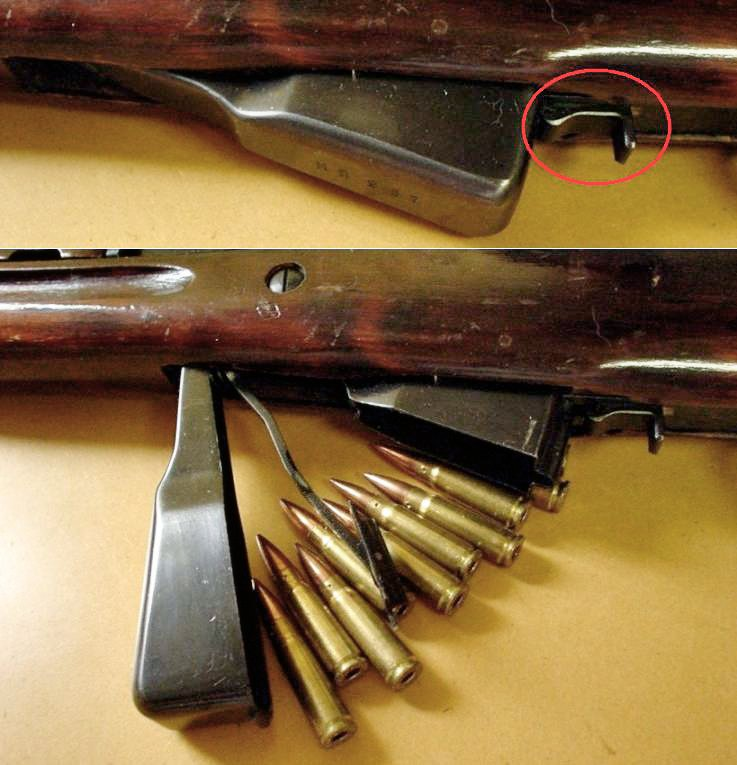
固定マガジンの底部リリース・レバー（赤丸の部分）を引く事で残弾が取り出せる

## 運用

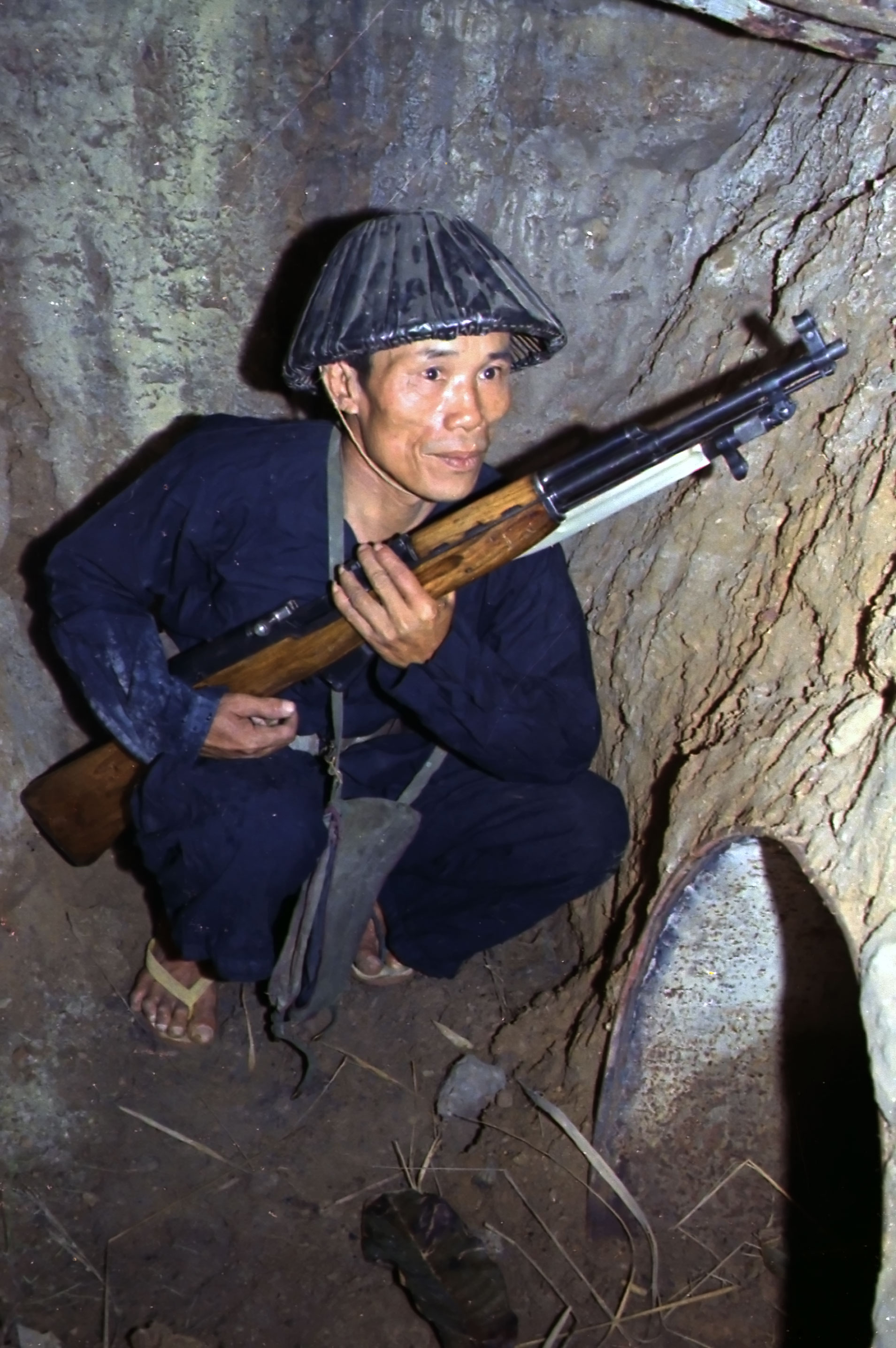
SKSを持ったベトコン（1968年）

元々、SKSは開発当時運用されていた7.62x54mmR弾仕様の小銃（モシン・ナガン、SVT-38およびSVT-40）を補う装備と位置付けられていた。1949年にはソ連軍で採用されたものの、この時期には着脱式弾倉やセレクティブファイア機能を備える小型自動小銃、すなわちアサルトライフル（突撃銃）への注目が集まっており、ソ連国内でもこのコンセプトを取り入れたAK-47が開発されていた。制式採用されたAK-47が普及するにつれて、SKSは順次更新され一線を退き、1956年に生産が終了した。ただし、その後も儀仗銃などとして一部が使用されている。
AK-47と同様、ソ連はワルシャワ条約機構各国に対しSKSを供給し、またライセンス生産を認めた。その結果、少なくとも97ヶ国で軍用銃として採用され、およそ1,500万丁が製造されたと言われている。
SKSを供与された中国やベトナム、アフリカ諸国などでは、AKよりも単純な構造で故障が少なく狙撃に向いた特性と、フルオート銃と違い大量の弾薬とマガジンを供給する必要がない経済性からSKSは国情に合った援助として大歓迎され、国産化されるなどしながら現在に至るまで長く使用されている。
SKSはそれほど精度の良くない7.62x39mm弾を使いながら、AKより長い銃身から発射されるため集弾性が向上しており、市街地やジャングルのような近接戦闘では速射（突撃射撃）も行える軽便さが兼備されていたため、SKSを装備した軍ではシモノフが企図したM1カービンのような使途よりも、M1ガーランドに近い運用が主となった。
財政的に余裕の無い時代が続いた中国では、AKよりも構造が単純で故障も少ないSKSが1956年から56式半自動歩槍として国産化され、1962年の中印国境紛争で使われた。1960年代までのベトナム戦争では北ベトナム軍やベトコン勢力の主力装備としてソ連・中国からSKSが供与されていた。さらにアフガン軍の装備もSKSが多かった。

### 民生用ライフルとして
AK-47の採用後、ソ連軍から放出されたSKSは、銃砲店を通じてソ連邦各地に流通し、猟銃としても普及した。法改正によって軍用銃の所持が規制された後には、銃剣および着剣装置を除き、識別用の溝を薬莢に刻むピンを組み込んだOP-SKSがモロト社から発表された。
アメリカ合衆国の民生用銃器市場には1980年代に大量に流入し、当時は状態の良いものでも70ドル程度で購入できた。また、中国製SKSは作りがやや荒かったものの、安価かつ十分な性能を発揮したことから、「貧乏人の鹿撃ち銃」（poor man’s deer rifle）と呼ばれた。しかし、1994年のアサルトウェポン規制法制定によって中国製SKSの輸入が禁じられたため、以後は希少性が高まり、価格も高騰していった。2018年時点では、安くても350 - 400ドル程度の値段が付いていると言われていた。猟銃として見た場合、7.62x39mm弾は狩猟用小銃弾として普及した.30-30ウィンチェスター弾に近い威力を備える。

## バリエーション
ソビエト連邦/ ロシア
儀仗隊モデル
ソ連、ロシアの式典などで見られる儀仗隊モデル。金属パーツ全体にクロムメッキが施され、木製ストックの色が明るくなっている。
OP SKS
ソ連民主化後、ロシアのモロト社が生産したSKS。2000年代に民生用ライフルとして発表された。長銃身タイプで銃剣がなく、機関部付近の右側にスイベルリングがある。
 中国
56式半自動步槍
1956年に中国で国産化されたSKS。中国人民解放軍や武装警察で採用された。通常のナイフ型銃剣の他に、56式自動歩槍と同じスパイクバヨネットになっているモデルがある。儀仗隊や民兵部隊など限られた組織を除いて退役済みだが、民間向けに製造されるSKSコピーの元になった他、改良型の63式が製造されている。
63式自動歩槍
1963年に開発された中国製自動小銃。56式自動歩槍と56式半自動歩槍の長所を組み合わせる形で作られている。外見はSKSだが、閉鎖方式がターンロックボルト方式に変更され、ガスバイパスに規制子を追加、マガジンの着脱、フルオート射撃が可能となっている。人民軍での評判は上々で、特に単射での精度では56式自動歩槍に勝っていたが、文化大革命による混乱の最中にあって品質管理が徹底されず、また工場の生産能力を超えた要求も行われたため、次第に品質の低下が目立つようになっていった。後に生産効率の向上を目的として行われた再設計も性能悪化の原因となった。そのため銃自体の評価は低く、後に開発された改良型の81式自動歩槍と、その流れを汲んだ中国製アサルトライフルの源流という面での意味が大きい銃とされている。アルバニアやアフガニスタンなどに輸出され、今も現地版を製造しているところがある。
ノリンコ製SKS
1980年代に入って解放軍工廠を半民営化した中国北方工業公司が成立した後、上記のライフルを民間向けに改造したもの。アメリカなどの海外市場で販売された。モデルDは元々は着剣機構などを備えていたが、輸出の際に法律違反となるために取り外された。モデルMは最初から装着されていない。更にそれぞれのモデルには、バレルの長い順にパラトルーパー、シャープシューター、スポーターと分けられている。
 北朝鮮
63式小銃
北朝鮮で1963年から製造されていたが、現在は製造中止となっており、生産数も少ない。中国製の63式自動歩槍とは関係がない。最初のモデルはほぼオリジナルSKSに近い形で作られ、銃剣もナイフ型である。次のモデルではユーゴスラビアのM59/66と同じガス遮断弁兼用フロントサイトとマズルアダプター（ただし、着脱はできないもの）が追加された。三番目のモデルは下方に折り畳んでいた銃剣が側面から畳むようになっている。
 ベトナム
1式カービン
ベトナムで製造されていたSKSで、生産数は少ない。元々ベトナム戦争時代にソ連や中国からSKSや56式半自動歩槍を供与されており、その自国生産バージョンといえる。バレルにはクロムメッキ加工が施されている。
 東ドイツ
KarS
東ドイツでは、Karabiner-S、すなわちS型カービンなる名称で国産化された。スリングの取り付け位置がKar98kなどと同様に銃床側面に移され、銃床内のクリーニングキットおよび銃身下のクリーニングロッドが除かれているなど、細部に差異が見られる。一部はベトナム戦争中の北ベトナムにも輸出されている。ドイツ再統一の際に大部分が処分されたため、現存品は極めて少ない。
 ユーゴスラビア/ セルビア
ユーゴスラビアPAP M59
1959年からユーゴスラビア連邦で製造されたSKS。銃剣はナイフ型である。PAPはセルビア・クロアチア語でPolu-automatska puška（英：Simonov's semi-automatic rifle）の略で、他にPapovkaというニックネームを持つ。そのほとんどが、後にM59/66へと改修された。
ユーゴスラビアPAP M59/66
M59の改良型。新規生産の他に、オプションパーツを取り付けてM59/66相当に改修したM59がある。22mmライフルグレネードを発射するために、NATO規格のガス遮断装置兼用のフロントサイトとマズルアダプターが追加された。このライフルグレネードは空砲で射撃するタイプで、通常射撃時には寝かされているフロントサイトを起こすことで機関部へのガスの流入が止まり、火薬の燃焼による圧力を全てグレネードに伝える。このサイトにはトリチウムやリンを使っており、夜間でも照準を行うことができる。また、このマズルアダプターはAKMのライセンス生産型であるツァスタバ M70にも装着することが可能。現在はザスタバ社が製造している。

ザスタバ LKP-66
ザスタバが製造している民間狩猟用のSKS。銃剣と着剣機構を取り外し、スコープマウントを標準装備した他、二分割されていたストックがレミントンM700のような一体型の木製ストック（モンテカルロ式と称される）に換装されている。取り回し易さを向上させるためか、マガジンはストックから突き出ない程度に短縮され、装弾数も7発に減っている。
 アルバニア
July 10 ライフル
アルバニアは1961年の中ソ対立をきっかけにソ連との関係が悪化し、1968年にはワルシャワ条約機構を脱退している。この過程でソ連からの軍事援助は途絶えたものの、変わって中国からの援助を受けるようになる。1962年には中国の技術支援のもと、56式半自動歩槍および7.62x39mm弾の国産化を実現した。アルバニア製SKSはストックとハンドガードが前方へ延長され、ガスブロック後ろまでの銃身とガスチューブを覆っている。またコッキングハンドルがAK-47と似たフック状のデザインになっている。弾倉や銃剣の形状にも差異がある。

## ギャラリー

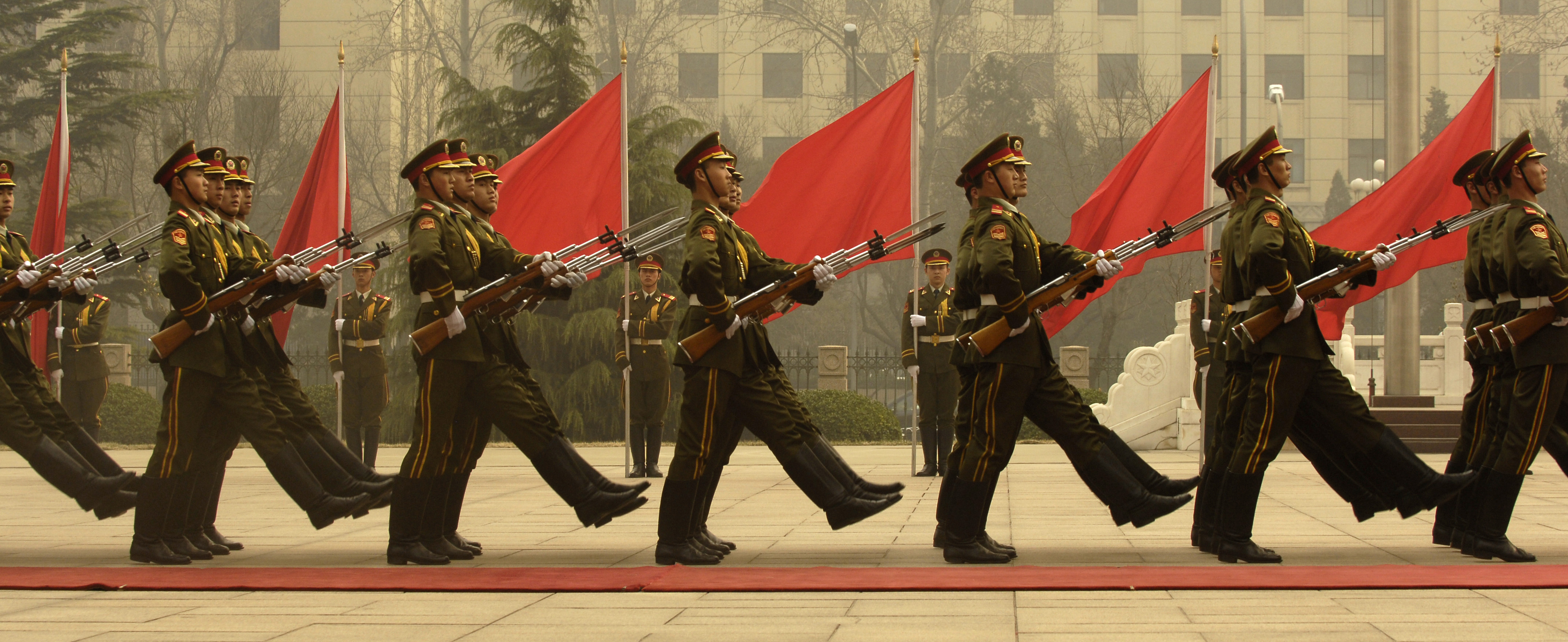
56式半自動歩槍を装備した中国人民解放軍儀仗隊の陸軍兵士
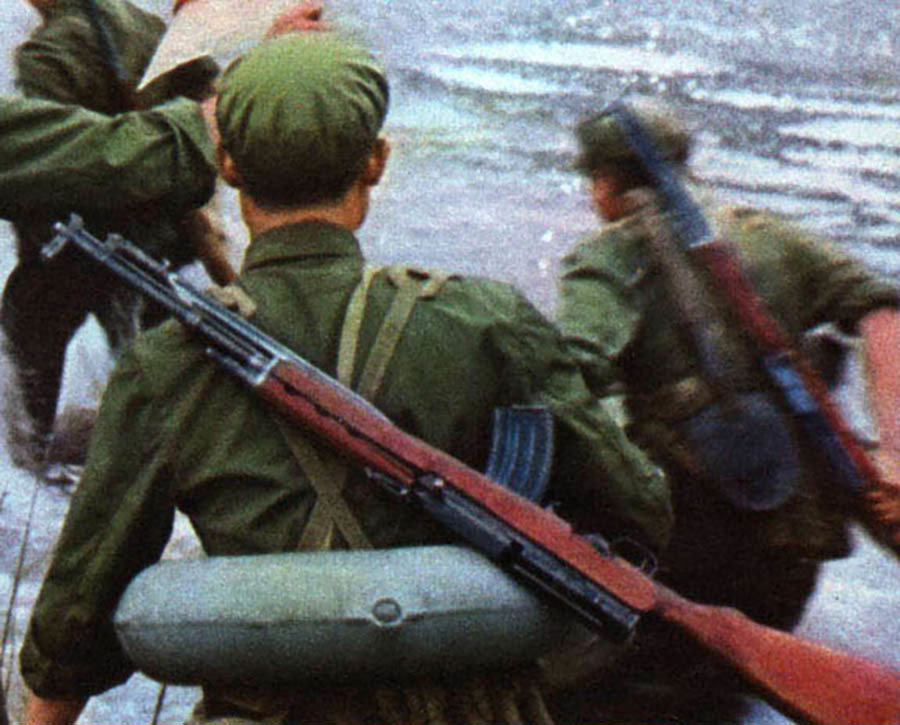
中国製独自改良型の63式自動歩槍
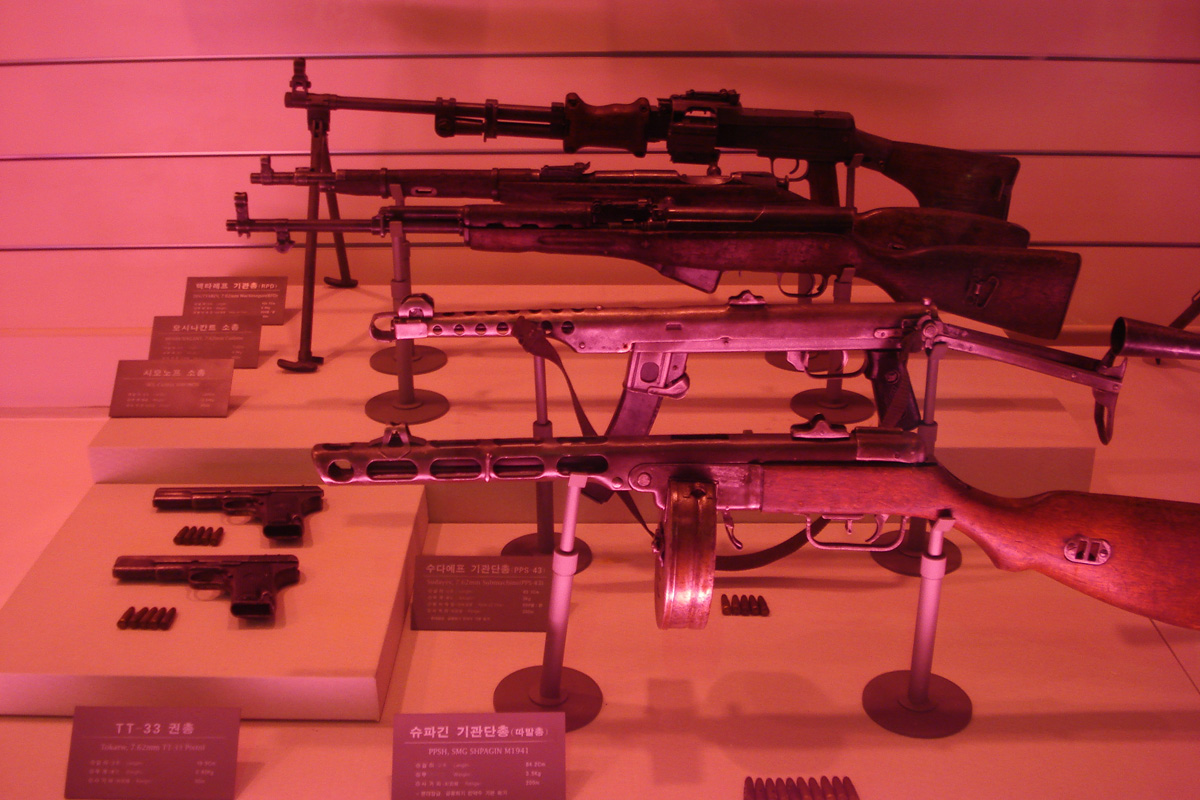
抗美援朝義勇軍の装備として展示されるSKS
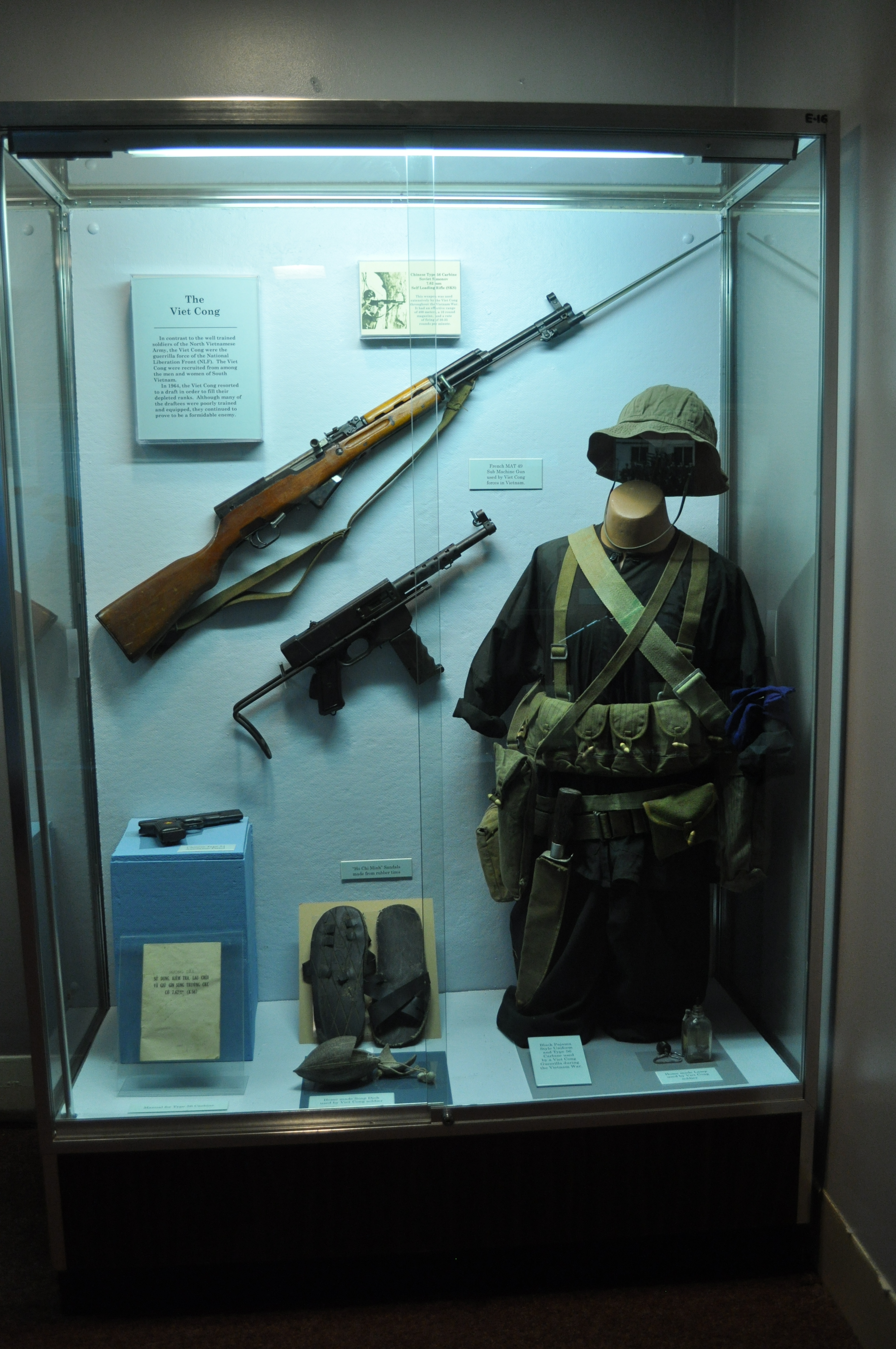
ベトコンの装備として展示されている56式半自動歩槍
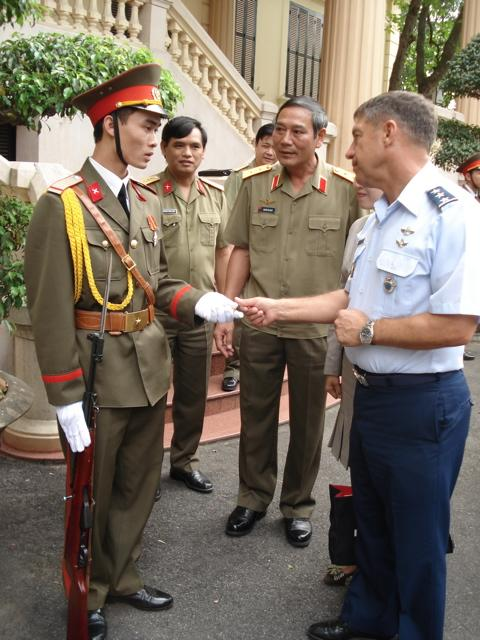
1式カービンを携えたベトナム人民軍の儀仗兵
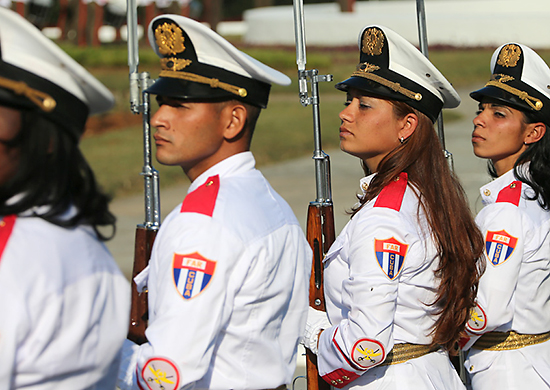
SKSカービンを装備したキューバ革命軍の儀仗隊
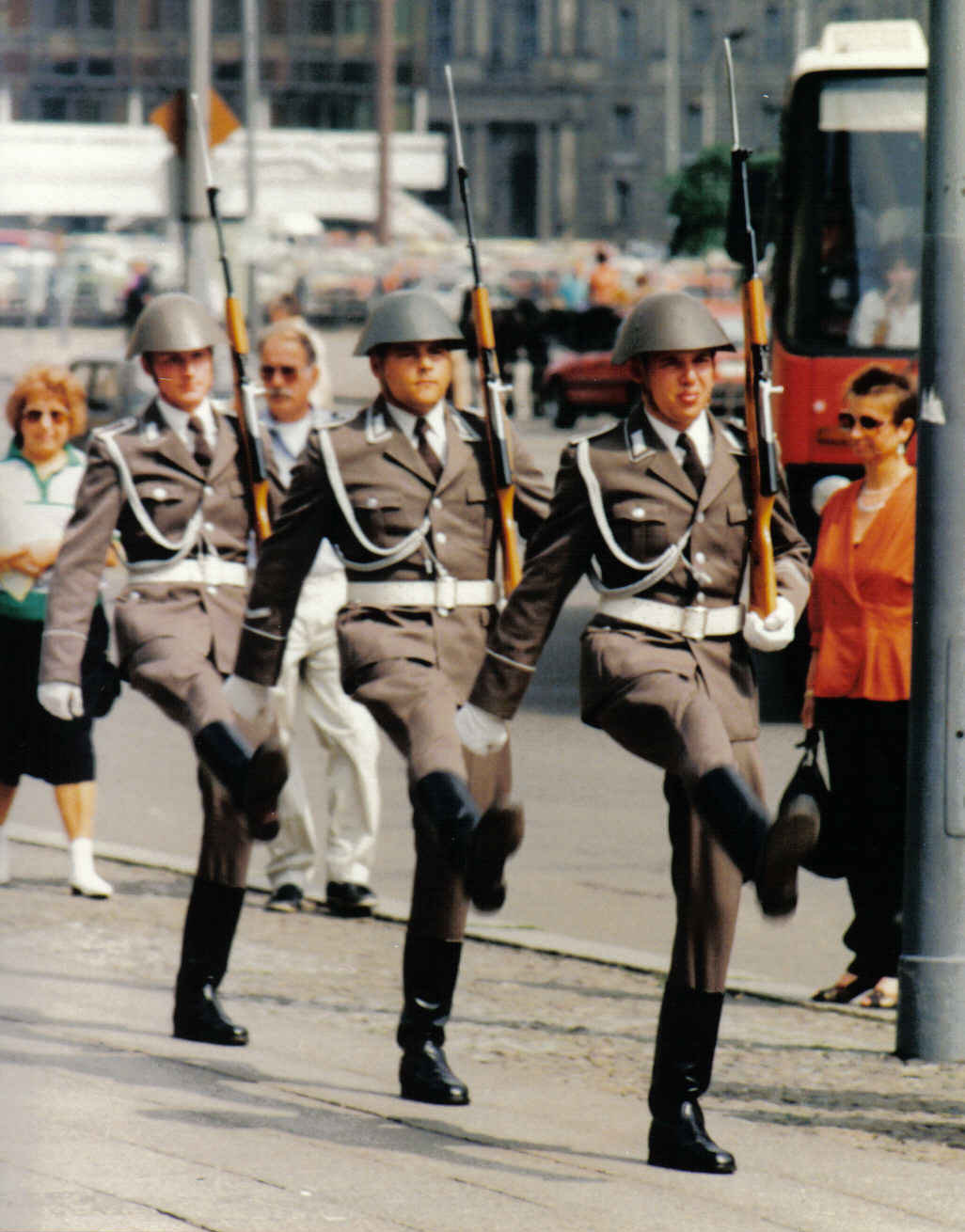
「ノイエ・ヴァッヘ」の衛兵交代式から戻る、KarSを装備した国家人民軍兵士
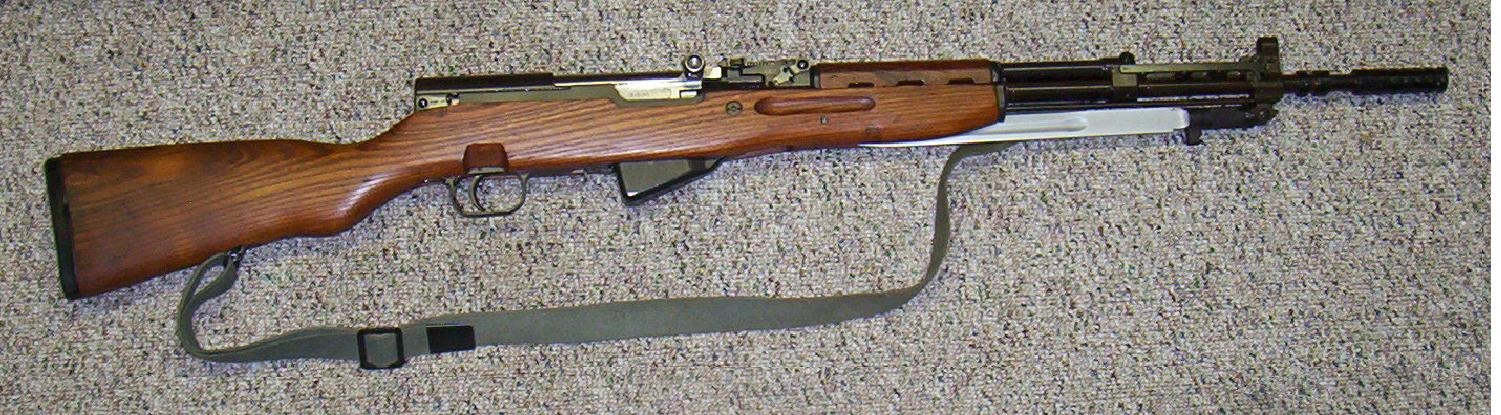
ユーゴスラビア製のM59/66
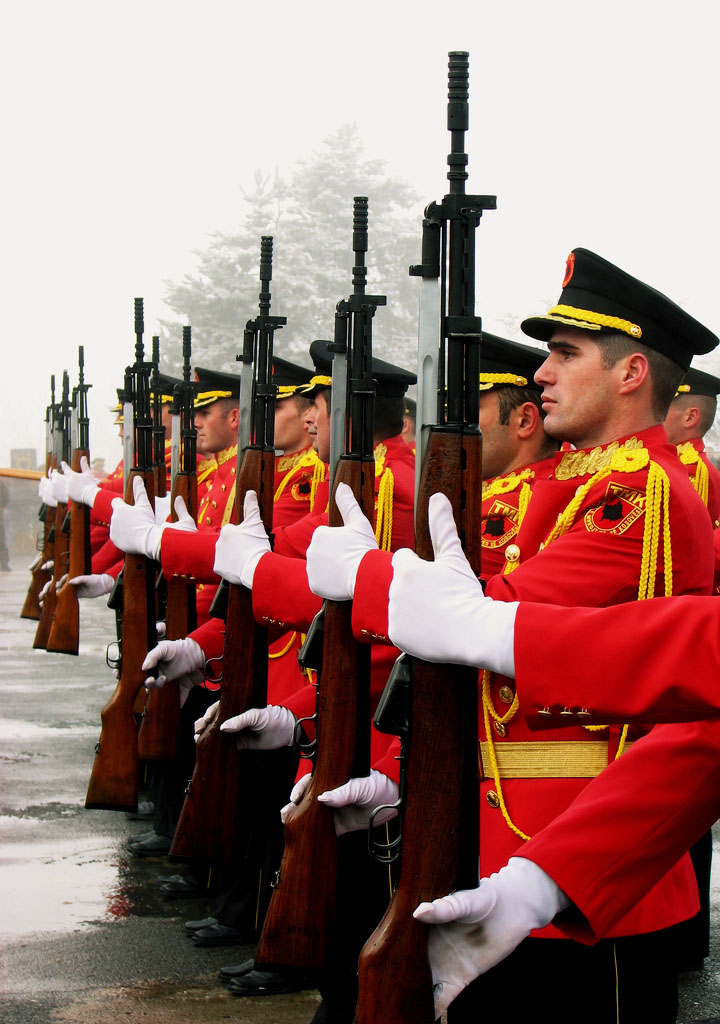
M59/66を装備したコソボ防護隊の儀仗隊
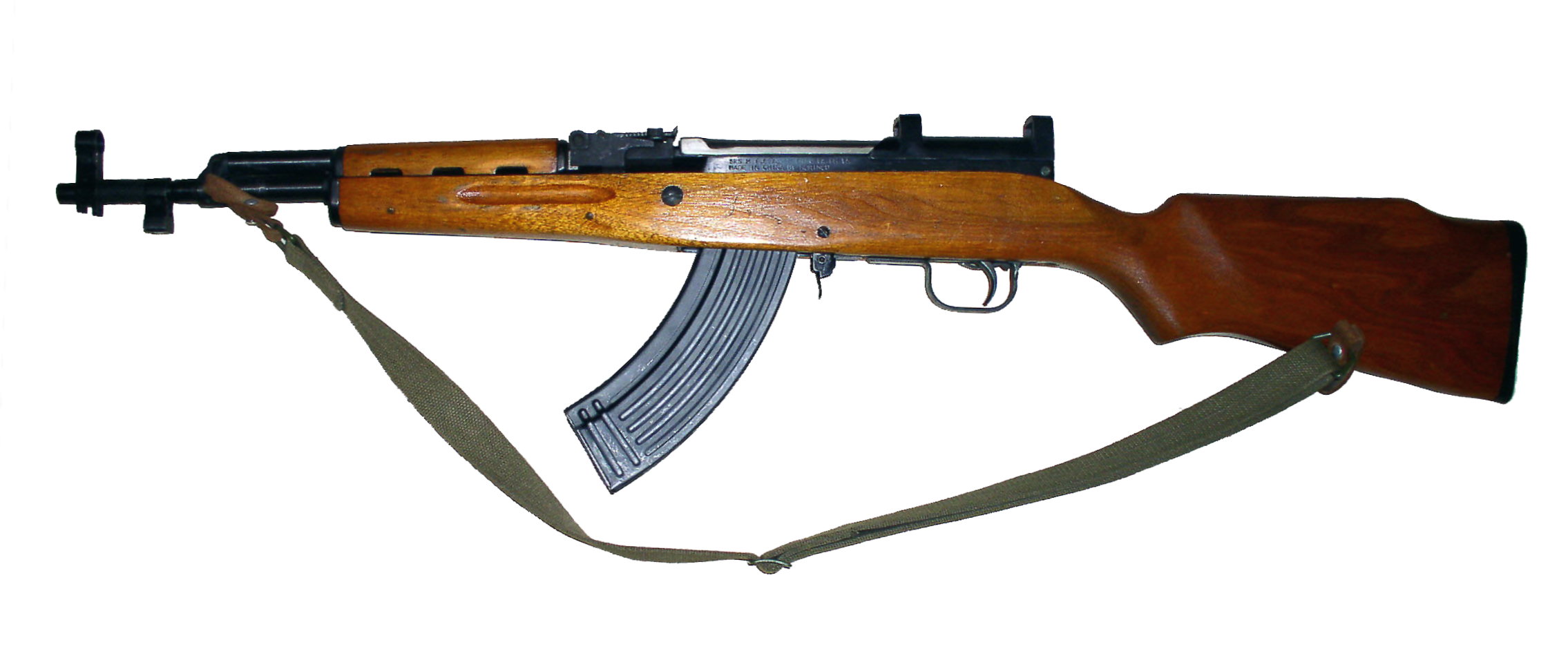
モンテカルロ銃床や着脱式弾倉を備えた、ノリンコ製の輸出向けSKS-M
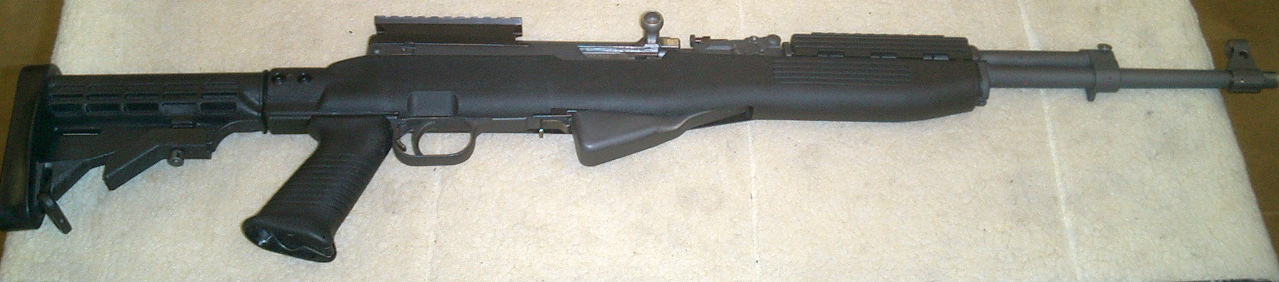
伸縮銃床などのアクセサリーを追加されたSKSカスタムタイプ
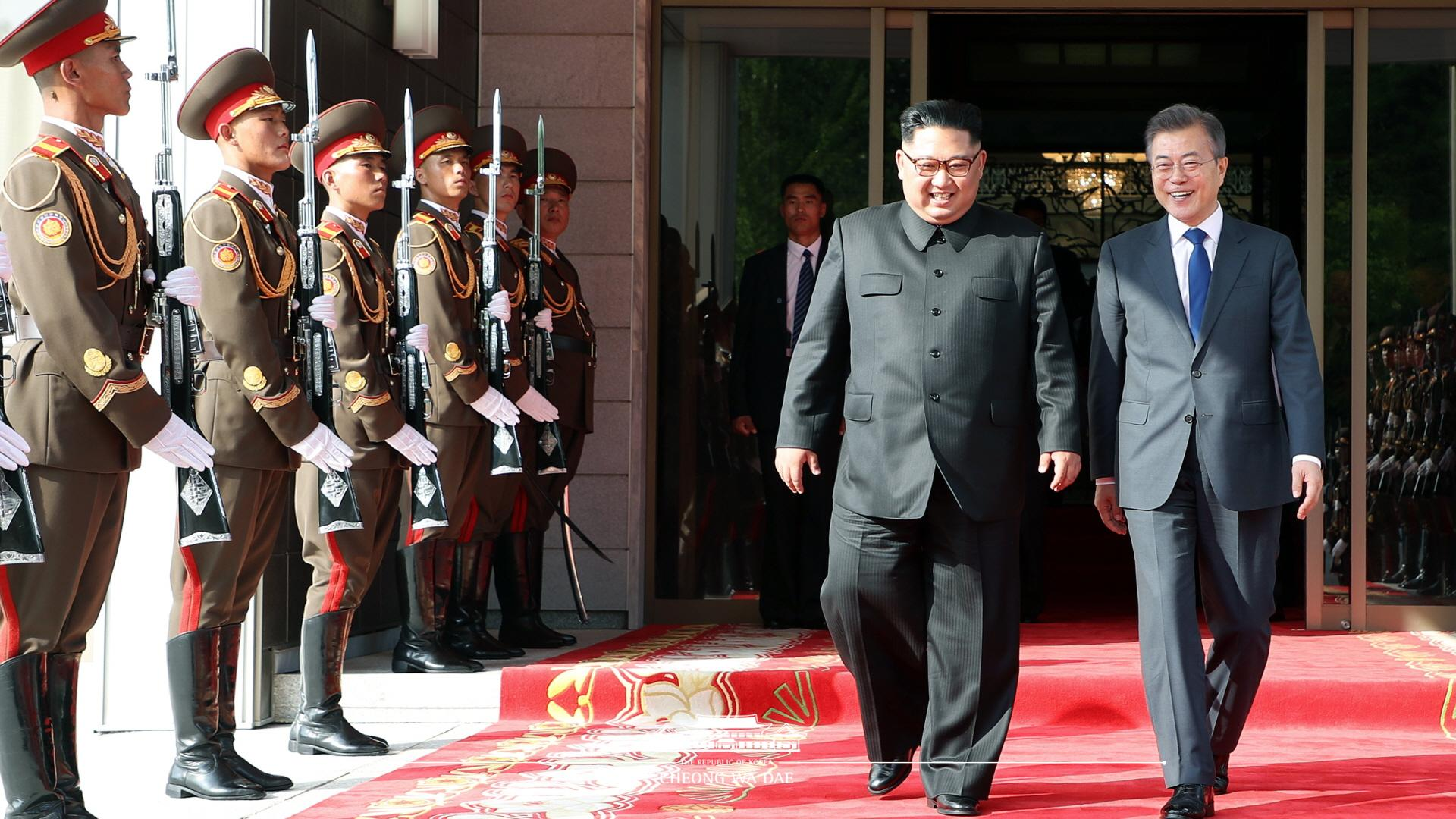
南北首脳会談において、儀仗隊モデルで捧げ銃を行う朝鮮人民軍の儀仗兵（2018年）

## 採用国
- アフガニスタン
- アルバニア
- イエメン
- イラク
- インドネシア
- エジプト
- カンボジア
- 北朝鮮
- クロアチア
- コンゴ共和国
- 中国
- バングラデシュ
- 東ドイツ
- ベトナム
- ボスニア・ヘルツェゴビナ
- ポーランド
- モロッコ
- モンゴル
- ミャンマー
- ユーゴスラビア
- ラオス
- ルーマニア
- レバノン
- ソビエト連邦/ ロシア